# Даррен Баркер
Даррен Баркер (англ. Darren Barker; 19 травня 1982) — англійський професійний боксер, чемпіон Європи за версією EBU (2010, 2011), чемпіон світу за версією IBF (2013) у середній вазі.

## Аматорська кар'єра
На Іграх Співдружності 2002, здобувши чотири перемоги, завоював золоту медаль.

## Професіональна кар'єра
Дебютував на профірингу 2004 року. В 16-ому поєдинку 14 листопада 2007 року виграв титул чемпіона Співдружності у середній вазі. 28 листопада 2009 року додав вакантний титул чемпіона Великої Британії за версією BBBofC.
9 квітня 2010 року завоював вакантний титул чемпіона Європи за версією EBU. 30 квітня 2011 року завоював вакантний титул чемпіона Європи за версією EBU вдруге.
1 жовтня 2011 року у Нью-Джерсі вийшов на бій за титул The Ring у середній вазі проти «боксера 2010 року» за версією журналу «Ринг» аргентинця Серхіо Мартінеса і зазнав поразки нокаутом в одинадцятому раунді.
17 серпня 2013 року в бою проти чемпіона світу за версією IBF австралійця Деніела Гіла здобув перемогу розділеним рішенням суддів, та вже в наступному бою 7 грудня 2013 року програв технічним нокаутом в другому раунді Феліксу Штурму (Німеччина) і втратив звання чемпіона.